# Hafen von Colonia
Der Hafen von Colonia (spanisch Puerto de Colonia) ist ein Hafen Uruguays im Süden der Stadt Colonia del Sacramento.

## Geographie
Der Hafen befindet sich am Río de la Plata gegenüber Buenos Aires.

## Geschichte des Hafens
Im Dezember 2009 wurde ein neues Passagierterminal errichtet. Weitere Ergänzungsbauten folgten in den 2010er Jahren. Von April 2020 bis August 2021 war durch die COVID-19-Pandemie der Passagierverkehr eingestellt.

## Waren und Verkehr
2022 nutzten 1,6 Millionen Passagiere den Hafen. Die Fährverbindungen nach Buenos Aires werden durch die Reedereien Colonia Express und Buquebus betrieben.
Für Frachtverkehr hat Colonia keine Bedeutung.